# 张俊华
张俊华，中华人民共和国政治人物、外交官。1978年，担任中华人民共和国驻贝宁大使。1985年，接替侯野烽担任中华人民共和国驻伊拉克大使。1988年，由郑剑英接任。